# Karyna Wierzbicka-Michalska

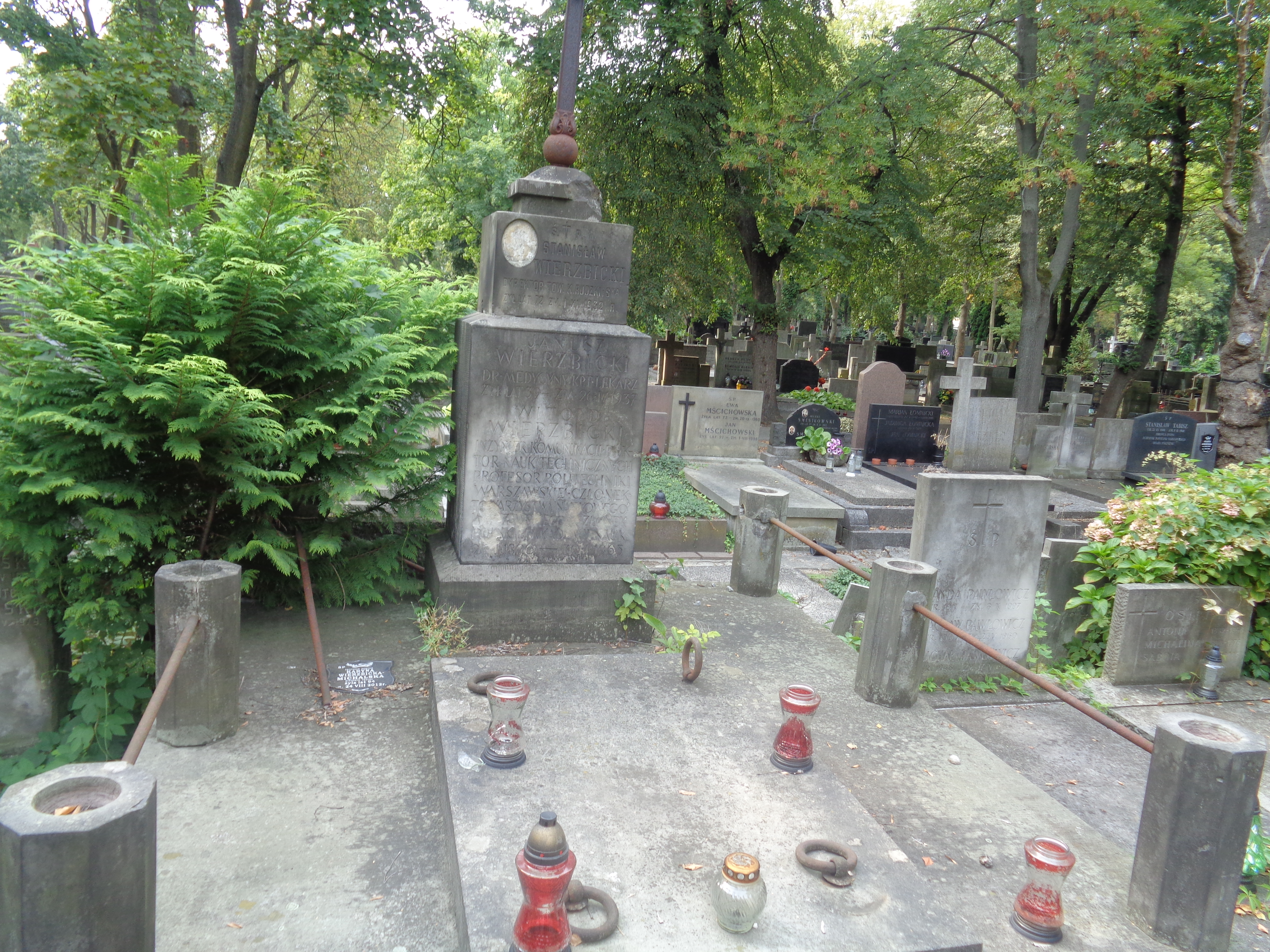
Grób Karyny Wierzbickiej-Michalskiej na cmentarzu Powązkowskim

Karyna Wierzbicka-Michalska (ur. 23 czerwca 1918 w Permie, zm. 24 sierpnia 2012 w Warszawie) – badaczka historii teatru, wydawca źródeł.
Córka Witolda Wierzbickiego profesora Politechniki Warszawskiej. Przed samym wybuchem II wojny światowej zdążyła ukończyć studia na Wydziale Humanistycznym Uniwersytetu Warszawskiego. W 1948 obroniła doktorat. W latach 1953–1958 była pracownikiem naukowym w Instytucie Badań Literackich, następnie – w latach 1959-1988 – w Zakładzie Historii i Teorii Teatru Instytutu Sztuki Polskiej Akademii Nauk, gdzie w latach 1977-1981 kierowała Pracownią Historii Teatru. W 1973 otrzymała tytuł naukowy profesora nadzwyczajnego. Od 1950 r. należała do Sekcji Autorów Dzieł Naukowych Stowarzyszenia Autorów ZAiKS.
Opublikowała m.in.:
- Życie teatralne w Warszawie za Stanisława Augusta - praca doktorska z 1948 (wyd. 1949),
- Historia sceny polskiej (1953, 1955),
- Warszawska scena narodowa na przełomie 1795-1799 (1954),
- Teatr Urszuli Radziwiłłowej (1961),
- Teatr warszawski za Sasów (1964),
- Sześć studiów o teatrze stanisławowskim (1967),
- Aktorzy cudzoziemscy w Warszawie w XVIII wieku (1975),
- Teatr w Polsce w XVIII wieku (1977),
- Aktorzy cudzoziemscy w Warszawie w latach 1795-1830 (1988).

Wydała też 2 tomy źródeł do historii teatru warszawskiego w latach 1762-1833. Była również autorką haseł w Polskim Słowniku Biograficznym (m.in. biogramu dramatopisarki Franciszki Urszuli Radziwiłłowej) i w 1. tomie Słownika biograficznego teatru polskiego.
Została pochowana na cmentarzu Powązkowskim (kwatera 131-3-16-17).